# Cambiaghi (cognome)
Cambiaghi è un cognome di lingua italiana.

## Varianti
Cambiago.

## Origine e diffusione
Cognome tipicamente settentrionale, è presente prevalentemente in Lombardia.
Potrebbe derivare dal toponimo Cambiago. Presenta lo stesso etimo dei cognomi Cambi, Cambiano e Cambiaso.
La variante Cambiago copre il medesimo areale.

## Persone
- Placido Maria Cambiaghi – vescovo cattolico italiano
- Nicolò Cambiaghi – calciatore italiano
- Roberto "Bobo" Cambiaghi – pilota automobilistico italiano